# County Hall

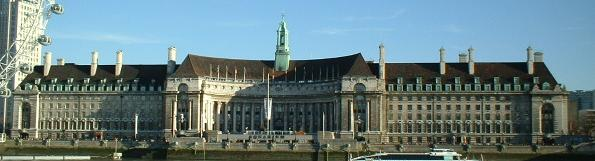
County Hall.

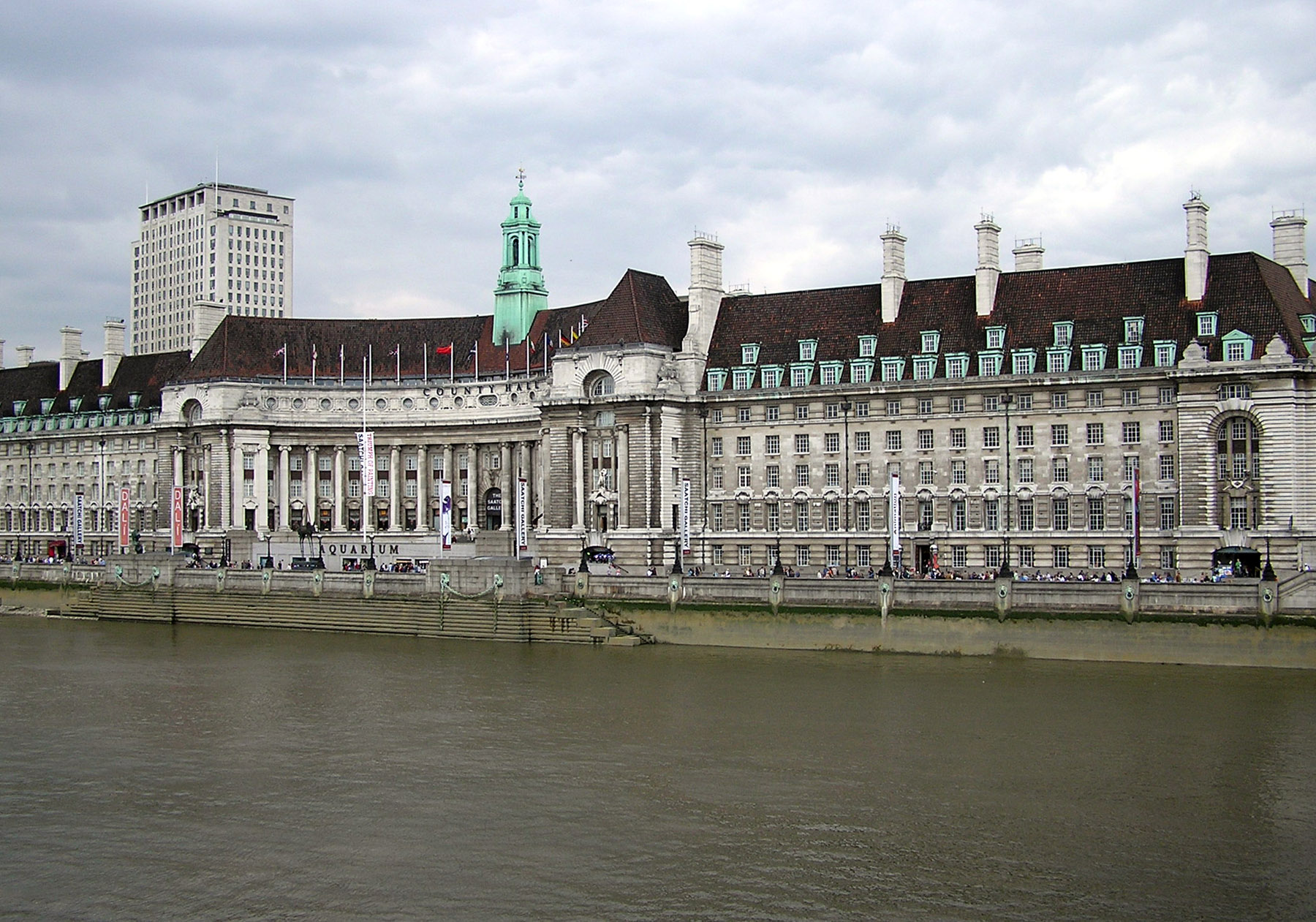
County Hall visto da margem norte do rio Tâmisa.

County Hall ou London County Hall é um prédio em Londres já tendo funcionado como sede do Conselho do Condado de Londres e posteriormente sede do Conselho da Grande Londres. O edifício ergue-se às margens do rio Tâmisa, a norte da Ponte de Westminster e próximo ao Palácio de Westminster. Hoje funciona como lugar de negócios e atrações turísticas incluindo o Dalí Universe e o Sea Life London Aquarium. A famosa London Eye fica perto do County Hall.